# 大話新聞
《大話新聞》是台灣三立電視台的一個政論節目，2002年11月—2012年5月31日間於三立新聞台下午8時55分至11時（台灣時間）播出，由三立電視新聞部自製（2008年前委外由「浩達傳播」製作）。最初是由鄭弘儀與玉鳳合作主持，而後改由鄭弘儀獨自主持至節目停播為止。《大話新聞》當時是台灣少數會在節目上引用報章雜誌新聞及國外統計書面資料的政論節目。台灣青年公共事務協會理事長曾琮愷說，也因為拿出證據常踩到政府痛腳，經常替特定泛綠政黨及政治人物澄清，而遭到泛藍媒體指為立場不夠中立。

## 歷史
- 《大話新聞》最初為僅於每週一至週五帶狀播出，由於收視反應甚佳，曾一度擴增週六與週日時段；直至2008年10月間，原時段再交還新聞台內製的《新台灣加油》，由三立主播廖筱君接替主持。

- 2012年5月，鄭弘儀請辭主持十年之久的《大話新聞》，聲明是因為家庭因素而暫時休息，表示未來希望回歸家庭，多分點時間給家人。節目的名嘴鍾年晃出新書爆料主持人之所以離開，是因三立電視「經營高層轉而以中國市場為目標，北京當局一再暗示三立必須『處理大話新聞』，雙方才可合作」[3]。

- 《大話新聞》熄燈後，由三立政論節目《新台灣加油》以及台內當家主播廖筱君暫時出任主持[4]。之後《新台灣加油》時段輾轉改為晚間8點至10點，三立在10點檔則是另闢一檔政論節目。

- 2018年1月，鄭弘儀回歸三立並開設新談話性節目《鄭知道了》，於1月22日開始播出，這檔節目使用的則是上述所提10點時段。

## 節目內容
- 《大話新聞》節目內容為邀請政治評論家等共同討論新聞事件及國家策略，也會接聽觀眾的Call-in。該節目於2008年前委外由「浩達傳播」製作期間，設定議題時不受三立電視新聞部的掌控，可以自成一格[5]。

- 2002年開播至2008年，節目型態以一般新聞談話節目為主，有時週六、週日則改為談論台灣歷史。

- 本節目當屬台灣綠營最具指標性的政論節目，長年高居收視第一；不衹是同時段的第一，更往往是所有政論節目的收視冠軍，歷久不衰。立場偏藍的《新新聞》雜誌分析：一方面是台灣立場偏綠的政論節目少，沒有瓜分收視群，《新新聞》指出，該節目連前民進黨員的深藍媒體人陳文茜私下都稱許不已[6]。

## 政治立場
- 《大話新聞》節目由於強調台灣主體意識及物價等民生議題，立場與2008年後執政後將施政重點放在兩岸關係的國民黨有著極大的不同，因此自2008年起，國民黨建議黨員盡量不要參加該節目，造成節目來賓人數偏重綠營，藍營政治人物也因此更加批評《大話新聞》的立場明顯偏向綠營與民進黨。主持人鄭弘儀則是表示，節目立場將會盡量公正客觀，不特別偏袒某一方。

- 2007年民主進步黨總統提名選舉，因為三立董事長林崑海與前行政院長謝長廷私交甚篤，當時《大話新聞》全力支持謝長廷、批評蘇貞昌，「甚至可以影響黨內初選」；2012年5月25日，一名和鄭弘儀有交情的民進黨立委說，其實鄭弘儀對當時的作為有私下反省，曾向黨內人士說不會重蹈覆轍，「因此後來的總統大選及黨主席選舉，《大話》都不再談。」[7]

## 爭議事件與批評
- 2007年2月，閃靈樂團主唱林昶佐在《大話新聞》稱百萬人民倒扁運動「是去年最大的詐騙集團」，並說百萬人民倒扁運動總指揮施明德「現在拿到賠償金（新台幣）2000多萬元，到美國舒服一下」，因此與同月上電視節目通告時說施明德「好像俗辣」、「錢就攬著、妻兒帶著，就走了」的黃越綏一同被施明德提告求償。2014年5月2日，中華民國最高法院判決，黃越綏與林昶佐的言論故意侵害施明德名譽或人格法益，情節重大；但斟酌林昶佐的政治影響力遠低於黃越綏、經濟能力顯不及於施明德，故判決林昶佐應賠償新台幣50萬元並登報道歉、黃越綏應賠償新台幣100萬元並登報道歉，全案定讞[8]。

- 2010年11月9日，《聯合報》以及《中國時報》頭版引用陸委會資料，指控鄭弘儀以及大話新聞說謊，對於陸委會資料置之不理。大話新聞在隨後數天的節目裡反駁陸委會的指控，陸委會輸入的傳真號碼是錯的。

- 2012年5月下旬，三立方面不再繼續與鄭弘儀續約《大話新聞》的主持棒（另一種說法是鄭弘儀為「照顧罹癌妻子」而請辭該節目主持人，但是該說法疑似鄭弘儀為了避免傷害三立形象而配合三立[9]。），疑似跟三立自製台灣偶像劇欲外銷中國受阻一事有關，該事件被指稱為中國廣電總局不滿鄭與該節目的「極綠」立場，變相逼迫三立「褪去」極綠色彩才可放行，而三立為求讓偶像劇順利登陸而被迫向中方妥協，故中止了鄭的主持合約。[10][11][12]

## 人物

### 來賓
早期常態來賓
- 陳立宏（資深媒體工作者、廣播節目主持人、台灣角社副社長、台灣角社第一任社長）
- 程金蘭（資深媒體工作者、前《中國時報》記者）
- 楊蕙如（台灣維新基金會董事，以及綠色和平廣播電台的主持人）
- 林建隆（東吳大學英文學系副教授，台視連續劇《流氓教授》之主人翁）
- 陳揮文（資深媒體工作者）
- 黃光芹（資深媒體工作者）
- 蔡玉真（資深媒體工作者）

後期常態來賓
- 吳國棟（快樂聯播網主持人、資深媒體工作者、前《中國時報》記者）
- 徐永明（東吳大學政治學系副教授，國立中山大學政治學研究所）
- 鍾年晃（前《聯合報》、《蘋果日報》記者，台灣角社社長）
- 侯漢君（國立臺北大學公共行政暨政策學系副教授、前臺北市政府研究發展考核委員會研考委員）
- 何博文（資深媒體工作者、前《中國時報》記者）
- 徐國勇（律師，時任台北市議員、立法委員）
- 林俊憲（時任台南市議員、民進黨發言人及中執委）
- 蔡煌瑯（時任立法委員、民進黨副秘書長、行政院體委會副主委）
- 陳其邁（時任立法委員、行政院發言人、總統府副秘書長）
- 徐佳青（時任台北市議員）
- 簡余晏（時任台北市議員）
- 莊瑞雄（時任台北市議員）
- 梁文傑（時任台北市議員）
- 王定宇（時任台南市議員）
- 蔡其昌（時任立法委員）

## 收視率
- 根據《自由時報》報導，陳水扁總統在2006年11月5日20點整召開《向人民報告》記者會，就國務機要費案公開提出說明後，《大話新聞》的收視率創下開播以來的最高記錄。根據AC尼爾森調查，最高收視率為2.97%，每分鐘收視人口為63萬5千人，同時段的TVBS《2100周末開講》為1.02%[13]也可以說，立場較為親綠的《大話新聞》收視率，超過立場較為親藍的《2100周末開講》的總和。也有人說可能是親藍的節目較多，造成藍營收視率分散的原因。

- 2009年8月25日根據《自由時報》於的報導，「大話新聞」的收視率僅從八八水災前的0.94%，回升至1.51%。但仍舊高於同時段2100全民開講的收視率。

- 2010年8月30日大話新聞收視率1.68[14] 高居有線台第五名，僅輸給《天下父母心》，《粉紅色口紅》，《戲說台灣》，《天下父母心》（重播），當天全國共有138萬人次收看三立大話新聞。

- 2012年2月11日大話新聞收視率0.8，輸給透過討論Makiyo案獲得高共鳴的《2100全民開講》1.35、《關鍵時刻》1.33、《新聞夜總會》1.04。但網友批評政論節目炒過頭，「吵了好幾天，收視率開始下修，顯然觀眾膩了！」還酸說：「一窩蜂就是這樣！」還呼籲應多探討民生健康的美國牛肉問題，而為何鄭弘儀不搭順風車？對此，他透過三立表示，三立各節新聞已報導Makiyo事件，所以《大話新聞》希望區隔，因為還是有觀眾關心公共議題，因監督政府也是媒體的社會責任。[15]

- 2012年6月2日名嘴鄭弘儀前晚主持完最後1集《大話新聞》，正式向陪伴10年的觀眾及三立電視台道別。他前晚「告別演出」收視率為1.13（平均每分鐘約24萬9119人），也是當天政論節目收視冠軍。前晚的告別演出，收視率打敗劉寶傑《關鍵時刻》0.79及年代張啟楷與安幼琪《新聞追追追》0.7及李濤《2100全民開講》的0.5，李艷秋的《新聞夜總會》還擠不進前80名。[16]

## 節目的變遷
| 三立新聞台 星期一至星期五 20:55-23:00 | 三立新聞台 星期一至星期五 20:55-23:00  | 三立新聞台 星期一至星期五 20:55-23:00 |
| ------------------------------------- | -------------------------------------- | ------------------------------------- |
|                                       | 大話新聞 （2002年11月－2012年5月31日） |                                       |
| —                                     | —                                      |                                       |